# Soñar, soñar
 Soñar, soñar es una película argentina de comedia dramática de 1976 dirigida por Leonardo Favio según su propio guion escrito en colaboración con Jorge Zuhair Jury, y protagonizada por Carlos Monzón, Gian Franco Pagliaro y Nora Cullen. Fue filmada en Eastmancolor y se estrenó el 8 de julio de 1976.
Fue la última película que Favio dirigió antes de iniciar un período autoimpuesto de diecisiete años sin filmar; ese período terminó con el estreno de Gatica, el mono en 1993.
En julio de 2022 fue declarada Bien de Interés Artístico Nacional por el gobierno argentino para garantizar la conservación del soporte material (negativos, positivos y negativos de sonido) ya que, junto con otras películas de Favio, son consideradas un «testimonio de la producción cinematográfica nacional».

## Sinopsis
Un joven del interior que se destaca por su fortaleza física y que sueña con ser artista viaja a la Ciudad de Buenos Aires, donde la recorre junto a un artista italiano bohemio y trashumante. Para salir de la pobreza, juntos se unen a un circo.

## Reparto
- Carlos Monzón …Charlie
- Gian Franco Pagliaro …Mario el rulo
- Oscar Carmelo Milazzo …Carmen
- Ramón Itatí Pintos …Pajarito
- Juan Alighieri
- Pancho Giménez
- Alfonso Candiani
- Emilio Mauri
- Coco Fosatti
- Lubov Maughan
- Mario Kohout
- Julio Medici
- Roberto Lacroz
- Graciela Cursi
- Beto Cabral
- Lelio Lesser
- Juan Carlos Gioria
- Enrique Nóbili
- Mónica Ramos
- Roberto Fernández
- Heros Giusti
- Emilio Amaro
- Nora Cullen…Madre de Carlos

## Comentarios
H.C. en La Prensa escribió:

”Buenas secuencias e imágenes de auténtica belleza. Sólo una parte…es rescatable, a pesar de que ese argumento con un buen planteo cinematográfico y una excelente realización en las primeras secuencias no cuenta con suficiente desarrollo en las subsiguientes.”

La Nación opinó:

”Un desarticulado filme…sólo en algunos pasajes consigue hacer correr por la pantalla una ráfaga de lirismo capaz de rescatar de su medianía, aunque fugazmente a la historia y sus personajes.”

La Razón opinó:

”Leonardo Favio consiguió otro notable film…compone en imágenes artísticamente logradas el grotesco drama que deben sobrellevar los protagonistas…intuitiva pero correcta y muy profesional narración fílmica.”